# Karl Klasen
Karl Klasen (23 de abril de 1909, de 22 de abril de 1991) fue un jurista alemán y fue presidente del Bundesbank de 1970 a 1977. Fue jefe conjunto de Deutsche Bank de 1967 a 1969.
- Datos: Q1731927